# Крупнейший термометр в мире
Крупнейший термометр в мире (англ. World's tallest thermometer) — достопримечательность поселения Бейкер (округ Сан-Бернардино, штат Калифорния, США), расположенная у автодороги I-15. Представляет собой электрический знак (технически) в виде ртутного термометра (фактически).

## Описание
Масса сооружения составляет 34 841 килограмм, высота 40,8 метров, на фундамент ушло 96 м³ бетона. Стоимость возведения сооружения составила 700—750 тысяч долларов. Работы выполнила компания Young Electric Sign Company. Владелец — семья Херрон. Максимальная температура доступная для фиксации этим термометром составляет 56,7 °C, так как именно такая, самая высокая в мире за всю историю метеонаблюдений, температура была зарегистрирована 10 июля 1913 года в находящейся неподалёку Долине Смерти. Высота сооружения в футах равна этой рекордной температуре в градусах Фаренгейта — 134.

## История
Бизнесмен Уиллис Херрон вынашивал идею о создании огромного термометра ещё с середины 1960-х годов. В 1990—1991 годах его мечта реализовалась: на создание термометра ушло 33 тонны стали и почти 5000 лампочек для световой индикации температуры воздуха с трёх сторон. Однако спустя считанные месяцы после окончания работ сооружение было повалено сильным ветром, уничтожив строящийся у его подножия сувенирный магазин. Херрон не отчаялся, а восстановил свой термометр, но на этот раз он израсходовал на его фундамент почти сто кубометров бетона, и в итоге самый большой в мире термометр был включён 9 октября 1992 года.
В 2007 году Уиллис Херрон умер, и спустя пять лет, в отсутствие должного ухода, термометр перестал функционировать, сувенирный магазин закрылся и был покрыт граффити, и комплекс был выставлен на продажу за 1 750 000 долларов. Купивший его человек сообщил, что не будет чинить прибор, так как термометр потребляет слишком много электроэнергии (счёт составлял около 8000 долларов в месяц) и не окупает себя. Поэтому в 2014 году вдова и дочь Херрона выкупили это сооружение, отремонтировали и отреставрировали, что обошлось им ещё в 150 000 долларов. Повторный пуск прибора состоялся 11 октября 2014 года (по другим данным — 10 июля 2014 года).